# Chirosia montana
Chirosia montana este o specie de muște din genul Chirosia, familia Anthomyiidae, descrisă de Pokorny în anul 1893. Conform Catalogue of Life specia Chirosia montana nu are subspecii cunoscute.